# Molle mit Korn
Molle mit Korn ist eine Miniserie der ARD, die auf den Romanvorlagen Muckefuck und Molle mit Korn von Georg Lentz beruht; der dritte Teil dieser Trilogie – Weiße mit Schuß – wurde nicht verfilmt.

## Entstehung
Die Produktion der ARD wurde 1988 im Auftrag der SFB Werbung GmbH unter der Regie von Uwe Frießner gedreht. Das Drehbuch für die Serie verfassten Ulrich del Mestre, Heinz-Dieter Ziesing und Uwe Frießner. Die deutsche Erstausstrahlung (EA) fand ab 12. März 1989 immer mittwochs in der ARD statt. Es gab darauf neun weitere Ausstrahlungen. Die Hauptrolle des Karl Kaiser spielte Roger Hübner. 2006 wurde die Miniserie auch als vierteiliges DVD-Set veröffentlicht.

## Inhalt
Beginnend im Kriegsjahr 1944 wird der Überlebenskampf des Jugendlichen Karl Kaiser und seiner Familie geschildert. Als ihr Haus zerbombt wird, ziehen die Kaisers zurück in die Kolonie Tausendschön, wo auch Karls heimliche Liebe Gigi wohnt.
In den Kriegsjahren sind Hunger und Entbehrungen an der Tagesordnung, und um zu überleben, entwickeln die Koloniebewohner das „Organisieren“. Karls Großmutter stirbt und seine Mutter kommt darauf in ein Sanatorium. Karl wohnt nun allein in der Laube und kämpft bis zur Aufhebung der Berliner Blockade im Mai 1949 mit viel List, Einfallsreichtum und dem typischen Berliner Humor ums Überleben.

## Episoden
1. Minnamartha – EA 12. März 1989
2. Dem Ende entgegen – EA 15. März 1989
3. Heimkehr – EA 22. März 1989
4. Der Borch – EA 29. März 1989
5. Schnüffelpaule – EA 5. April 1989
6. Es geht aufwärts – EA 12. April 1989
7. Gebetene und ungebetene Gäste – EA 19. April 1989
8. Zuckerrüben – EA 26. April 1989
9. Leberwurstfabrik – EA 3. Mai 1989
10. Die beknackte Maus – EA 10. Mai 1989